# (69245) Persiceto
(69245) Persiceto est un astéroïde de la ceinture principale.

## Description
(69245) Persiceto est un astéroïde de la ceinture principale. Il fut découvert le 1er mars 1981 à La Silla par Giovanni de Sanctis et Henri Debehogne. Il présente une orbite caractérisée par un demi-grand axe de 2,55 UA, une excentricité de 0,17 et une inclinaison de 15,9° par rapport à l'écliptique.

## Compléments